# Bratislavski okraj
Bratislavski okraj (slovaško Bratislavský kraj, nemško Pressburger/Bratislavaer Landschaftsverband (do 1919), madžarsko Pozsonyi kerület) je upravna enota (okraj) najvišje ravni upravne delitve Slovaške. Leži na skrajnem zahodu države in meji na zahodu na Avstrijo, kratko južno mejo ima tudi z madžarsko županijo Győr-Moson-Sopron, na vzhodu pa ga obdaja Trnavski okraj. Po klasifikaciji statističnih teritorialnih enot v Evropski uniji je statistična regija (NUTS 3) in hkrati tudi samostojna kohezijska regija (NUTS 2).
Z 2052,6 km² je najmanjši slovaški okraj, in s 719.537 prebivalci po popisu leta 2021 najgosteje poseljen, zaradi tega, ker obsega slovaško glavno mesto Bratislavo. V Bratislavi živita dve tretjini prebivalcev okraja.
Površje je nižinsko, hribovje Mali Karpati ločuje Zagorsko nižavje (Záhorská nížina) na zahodu od Podonavskega nižavja (Podunajská nížina) na vzhodu in jugu, a tudi Mali Karpati dosežejo kvečjemu 759 m n. v. Tok Donave predstavlja del meje z Avstrijo in Madžarsko. Gospodarsko je najbolj razvit in produktiven slovaški okraj; prevladujejo terciarne dejavnosti, od industrije so pomembnejše kemična, avtomobilska, elektrotehniška in prehrambena, medtem ko kmetijske površine predstavljajo manj kot polovico ozemlja. Tradicionalno je znan predvsem po vinogradništvu. Po padcu železne zavese leta 1989 se je pričel proces hitre integracije z regijo sosednje prestolnice Dunaj, s katero zdaj Bratislava tvori čezmejno somestje, vendar je razvojni razkorak še precejšen.

### Demografija
| Leto          | 1994    | 2004    | 2014    | 2024     |
| ------------- | ------- | ------- | ------- | -------- |
| Število ljudi | 616.871 | 601.132 | 625.167 | 736.385  |
| Razlika       |         | −2,55 % | +3,99 % | +17,79 % |

| Leto          | 2023    | 2024    |
| ------------- | ------- | ------- |
| Število ljudi | 732.757 | 736.385 |
| Razlika       |         | +0,49 % |

## Okrožja
Nitranski okraj se deli na osem okrožij (okres).
- Bratislava I
- Bratislava II
- Bratislava III
- Bratislava IV
- Bratislava V
- Malacky
- Pezinok
- Senec

Okrožja se nadalje delijo na 73 občin, od tega sedem urbanih.